# Bennigsen (Adelsgeschlecht)

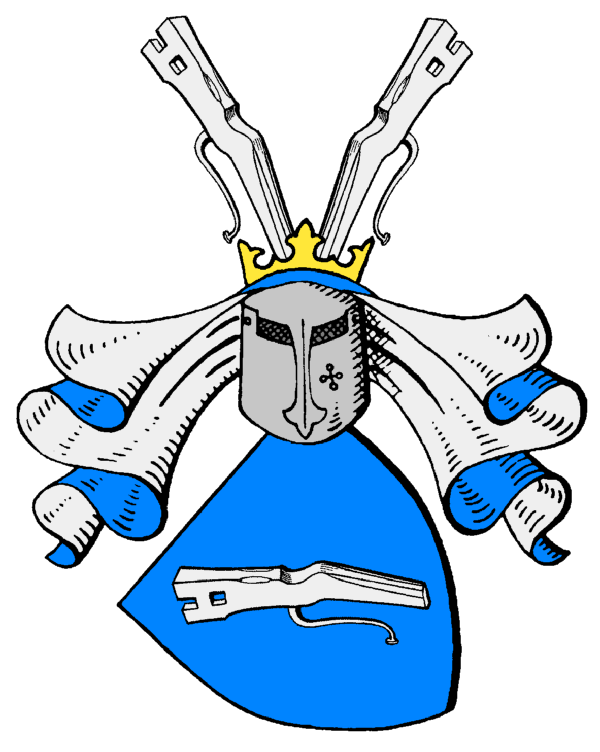
Wappen derer von Bennigsen

Bennigsen (auch Benningsen oder Bendisen) ist der Name eines alten niedersächsischen Adelsgeschlechts. Die Herren von Bennigsen gehören zum Calenbergischen Uradel und sind eines Stammes und Wappens mit den von Jeinsen. Zweige der Familie bestehen bis heute.
Verwandtschaft besteht zu der briefadeligen Familie von Bennigsen, die auf den preußischen Hauptmann Gustav Bennigsen zurückgeht. Er war ein natürlicher Sohn des kurfürstlich braunschweig-lüneburgischen Leutnants Rudolf von Bennigsen († 1800) auf Bennigsen und Arnum und der Sophia Rother und erhielt den Adel durch preußische Adelslegitimation am 27. November 1819.

## Geschichte

### Herkunft

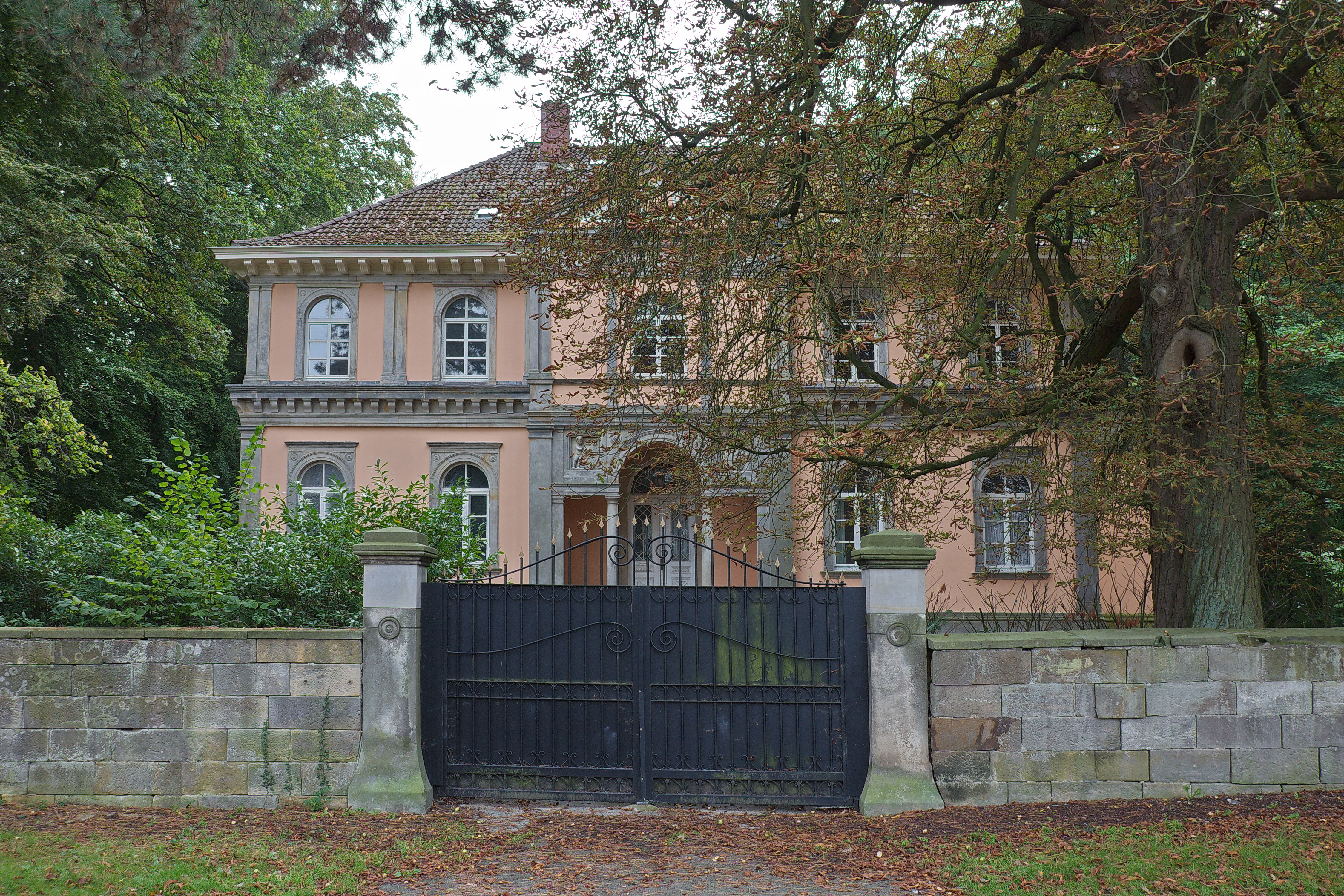
Rittergut Bennigsen

Das Geschlecht tritt erstmals urkundlich am 24. Juni 1311 mit den Brüdern Burchhardus und Helmicus de Bennekessen in Pattensen auf. Die Stammreihe beginnt mit Asche von Bennekessen (* vor 1440; † um 1502). Den namengebenden Stammsitz Bennigsen, heute eine Ortschaft der Stadt Springe in der Region Hannover, erhielten sie von den 1640 ausgestorbenen Grafen zu Schaumburg als Lehen. Das Rittergut Bennigsen befindet sich bis heute im Besitz von Nachfahren, allerdings inzwischen einer adoptierten Familie (Lampe), die zwar den Namen von Bennigsen angenommen hat, jedoch adelsrechtlich nicht dem Adelsgeschlecht v. Bennigsen angehört.
Die Benningsen sind eines Stammes mit den ausgestorbenen Adelsgeschlechtern von Crimpe und den von Jeinsen, die bis zum 15. Jahrhundert das gleiche Wappen, mit dem schräg gestellten Armbrustschaft, führten. Der älteste nachweisliche gemeinsame Vorfahr war Burchard von Crimpe, der 1261 als gräflich-schaumburgischer Burgmann zu Stadthagen erscheint.

### Linien und Besitzungen

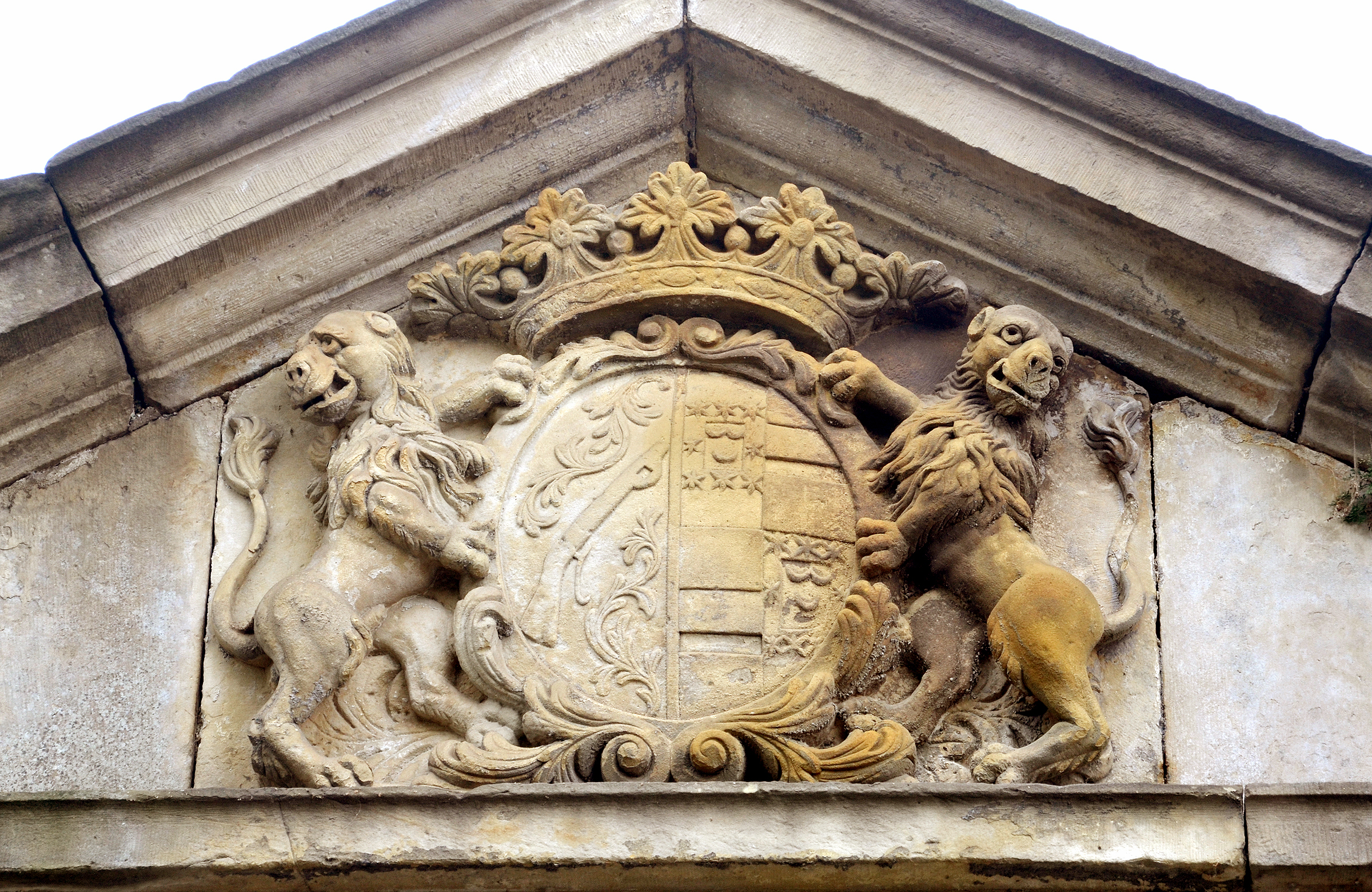
Wappen über dem Portal zum Rittergut Bennigsen

Neben ihren Besitzungen im Calenberger Land konnten Angehörige des Geschlechts schon früh weitere Güter im Bistum Minden und im Bistum Hildesheim erwerben; so unter anderem Banteln, Gronau und Dötzum (heute ein Ortsteil von Gronau). Später wurden Zweige auch im Magdeburgischen und in der Niederlausitz besitzlich. Im Jahr 1618 teilten sich die Bennigsen in die ältere Linie zu Banteln und die jüngere Linie zu Bennigsen.
Mitglieder aus beiden Linien gelangten in hohe geistliche und weltliche Ämter. Theoderich von Bennigsen war 1586 Abt des Klosters Corvey, Johann Levin von Bennigsen wurde 1619 Propst im Stift Walbeck, und Bethmann Franz von Bennigsen erscheint 1677 als Ordenskomtur zu Buro bei Dessau. Levin Adolph von Bennigsen, Herr auf Banteln, wurde 1679 herzoglich braunschweigischer Schlosshauptmann und Schatzrat des Stifts Hildesheim. Friedrich Hermann von Bennigsen war 1709 Kurbraunschweiger Oberst und Schlosshauptmann, sein Bruder Wolf Erich von Bennigsen wurde kursächsischer Rat und Hofrichter zu Wittenberg.
Aus der Linie zu Bennigsen standen in neuerer Zeit mehrere Angehörige in königlich preußischen Hof-, Militär- und Verwaltungsdiensten. August Christian von Bennigsen (* 1765), preußischer Stabsoffizier, zog sich nach dem Tilsiter Frieden auf sein Stammgut zurück. 1813 sammelte er zusammen mit dem General von Dörnberg neue Truppen, mit denen er als Brigadier und Oberstleutnant zur Deutschen Legion stieß. Er starb am 1. September 1815 zu Ostende beim Baden. Seine Nachkommen dienten später als Offiziere in der Preußischen Armee. Der aus dieser Linie stammende Rudolf von Bennigsen (1824–1902) war ein bedeutender deutscher Politiker. Er war Mitbegründer des Deutschen Nationalvereins und der Nationalliberalen Partei. Von 1873 bis 1879 war er Präsident des Preußischen Abgeordnetenhauses und später Oberpräsident der Provinz Hannover.
Aus der Linie zu Banteln stammte der kaiserlich russische General der Kavallerie Levin August von Bennigsen (1745–1826), Sohn von Levin Friedrich von Bennigsen, Herr auf Banteln und Völksen und herzoglich braunschweiger Oberst, und der Henriette von Rauchhaupt. Er war während der Befreiungskriege General en Chef und kommandierender General der polnischen Armee. Ein Sohn aus vierter Ehe war Alexander Levin Graf von Bennigsen (1809–1893), der 1848 vom König Ernst August von Hannover mit der Bildung eines Ministeriums beauftragt wurde und in diesem das Ministerium des Auswärtigen übernahm.
Im Königreich Hannover gehörte die Familie zum ritterschaftlichen Adel. Im August 1911 feierte das Geschlecht das 600-jähriges Jubiläum der Erbauung seiner Stammburg.

### Bennigsen-Foerder

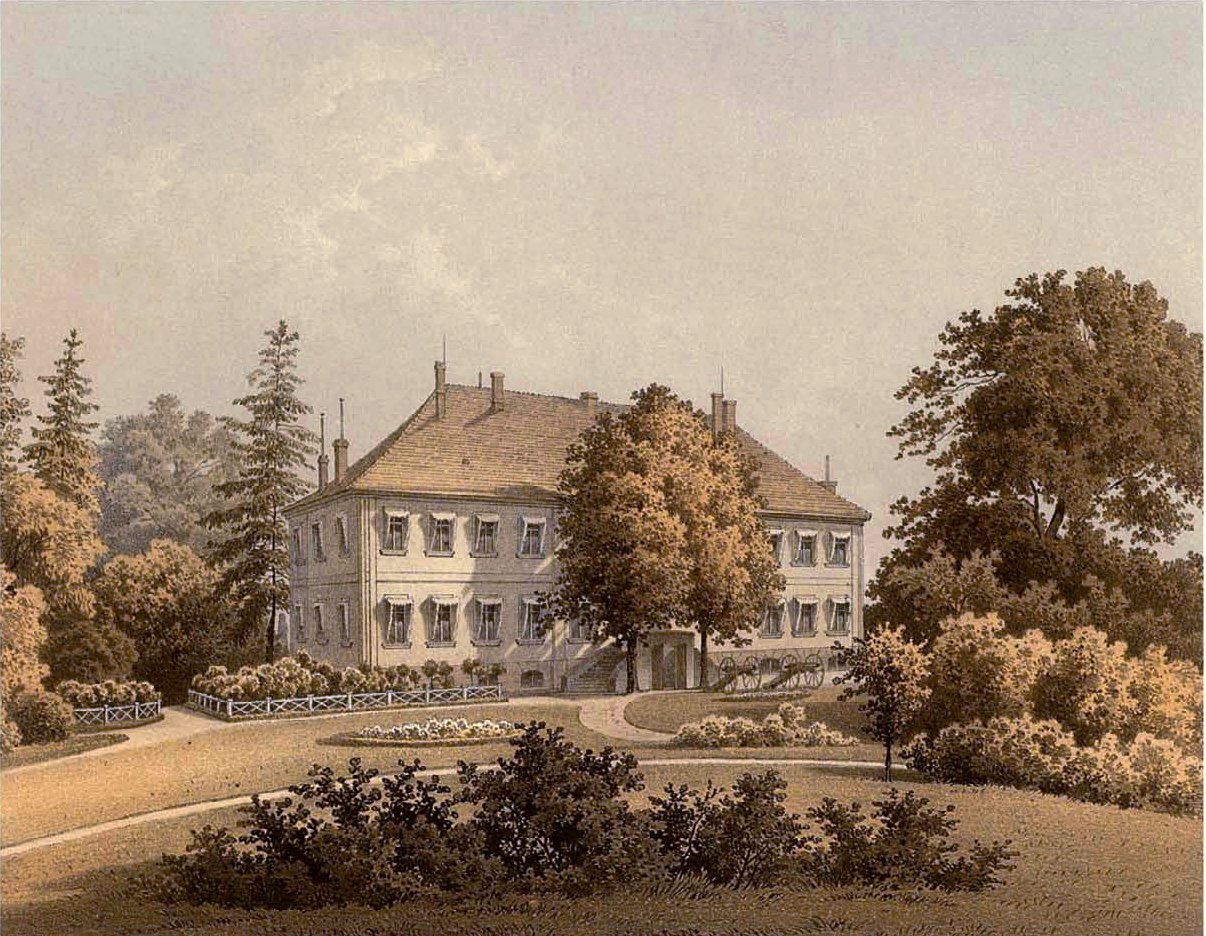
Herrenhaus Isterbies um 1860, Sammlung Alexander Duncker

Karl von Foerder (auch Förder), Ehemann von Helene Elenore von Foerder, geborene von Eldith, starb am 21. Februar 1790. Mit seinem Tod erlosch der Stamm des Geschlechts, das seit Mitte des 16. Jahrhunderts im Erzstift Magdeburg begütert war. Seine Witwe, Helene Elenore von Foerder, adoptierte einen Sohn des Stiftskanzlers zu Merseburg, Gustav Rudolph von Bennigsen, aus der Linie Bennigsen, welcher eine königlich preußische Genehmigung vom 25. August 1795 zur Namen- und Wappenvereinigung mit der abgestorbenen Familie von Foerder erhielt. Er begründete die Linie Bennigsen-Foerder.
Nach dem Tod von Helene Elenore von Foerder, mit der auch der Name von Foerder vollständig erlosch, fielen die Güter Isterbies (heute Ortsteil von Möckern) und Pöthen (heute Ortsteil von Gommern), im damaligen Landkreis Jerichow, an ihren Adoptivsohn. Gustav Rudolph von Bennigsen-Foerder wurde 1809 königlich preußischer Landrat und hinterließ zwei Söhne und eine Tochter. Ein Sohn wurde später Bürgermeister von Salzwedel.

### Standeserhebungen
Der kaiserlich-russische General der Kavallerie Levin August von Bennigsen erhielt von Zar Alexander I. noch auf dem Schlachtfeld der Völkerschlacht bei Leipzig am 19. Oktober 1813 den russischen Grafenstand. Er begründete die gräfliche Linie.

## Wappen

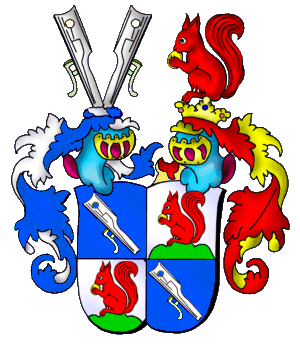
Wappen derer von Bennigsen-Foerder

### Stammwappen
Das Stammwappen zeigt in Blau einen schrägrechts liegenden silbernen Armbrustschaft. Auf dem Helm mit blau-silbernen Decken zwei auswärts geneigte silberne Armbrustschäfte. 
Es besteht Wappenverwandtschaft mit denen von Jeinsen und den briefadeligen Bennigsen.

### Wappen Bennigsen-Foerder
Das gemehrte Wappen der Herren von Bennigsen-Foerder ist geviert und trägt zwei Helme. Die Felder 1 und 4 zeigen das Stammwappen, 2 und 3 auf grünem Boden ein rotes Eichhörnchen, dass an einer goldenen Nuss nagt (Wappen der erloschenen von Foerder). Rechts der Stammhelm mit blau-silbernen Decken, auf dem linken Helm mit rot-goldenen Decken das Eichhörnchen (Helm von Foerder).

### Gemeindewappen
Elemente aus dem Wappen des Geschlechts derer von Bennigsen erscheinen noch heute in den Ortswappen von Banteln und Bennigsen:

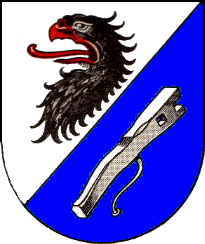
Wappen der Gemeinde Banteln
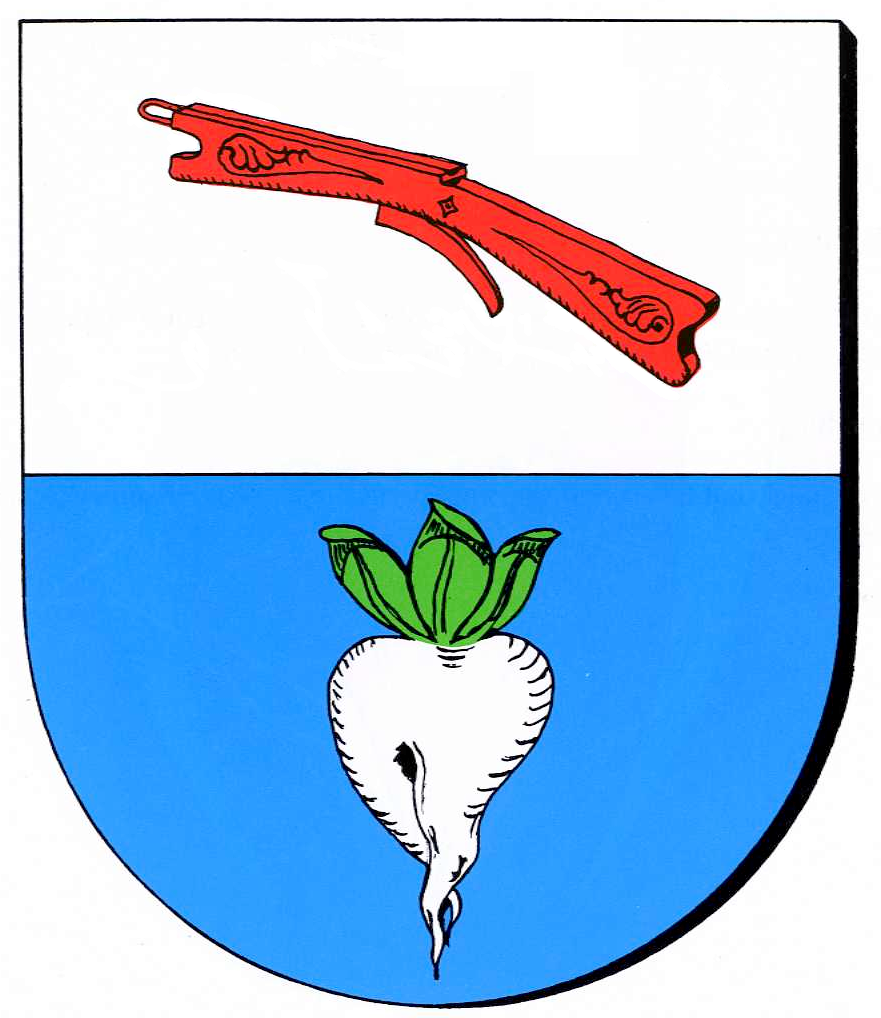
Wappen der Ortschaft Bennigsen

## Bekannte Familienmitglieder
- Adelheid von Bennigsen (1861–1938), Gründerin des Christlich-Sozialen Frauenseminars in Hannover, der jetzigen Fakultät V der Fachhochschule Hannover
- Adolf von Bennigsen (1860–1902), Landrat des Kreises Springe
- Albert von Bennigsen-Foerder (1838–1886), Landrat
- Alexander Levin von Bennigsen (1809–1893), deutscher Politiker
- Alexandre Bennigsen (1913–1988), russisch-französischer Historiker
- Andreas von Bennigsen (1941–2000), Mentor und Adoptivvater des Dirigenten Franz Welser-Möst
- Franz von Bennigsen (* 1960), Dirigent, Adoptivsohn des Andreas von Bennigsen
- Gustav Adolf von Bennigsen (1716–1784), sächsischer Generalleutnant
- Gustav von Bennigsen (1790–1867), preußischer Generalmajor
- Hermann von Bennigsen (1832–1906), preußischer Generalmajor
- Jacob IV. von Bennigsen (1588–1622/28), fürstlich braunschweig-lüneburgischer Kammerjunker, Domherr und Kanonikus des Stifts „Unserer Lieben Frauen“ zu Halberstadt
- Johann III. von Bennigsen (1558–1618), fürstlich braunschweig-lüneburgischer Rat, Domherr und Kanonikus in Halberstadt
- Karl von Bennigsen (1789–1869), hannoverscher Generalmajor
- Katerina von Bennigsen, Opernsängerin
- Levin August von Bennigsen (1745–1826), russischer General
- Roderic von Bennigsen (* 1943), Cellist und Philanthrop
- Rudolf von Bennigsen-Foerder (Rechtsanwalt) (1879–1939), deutscher Rechtsanwalt und Syndikus
- Rudolf von Bennigsen-Foerder (Manager) (1926–1989), deutscher Industriemanager
- Wolf Erich von Bennigsen (1657–1736), königlich-polnischer und kurfürstlich-sächsischer Rat, Hofrichter und Rittergutsbesitzer

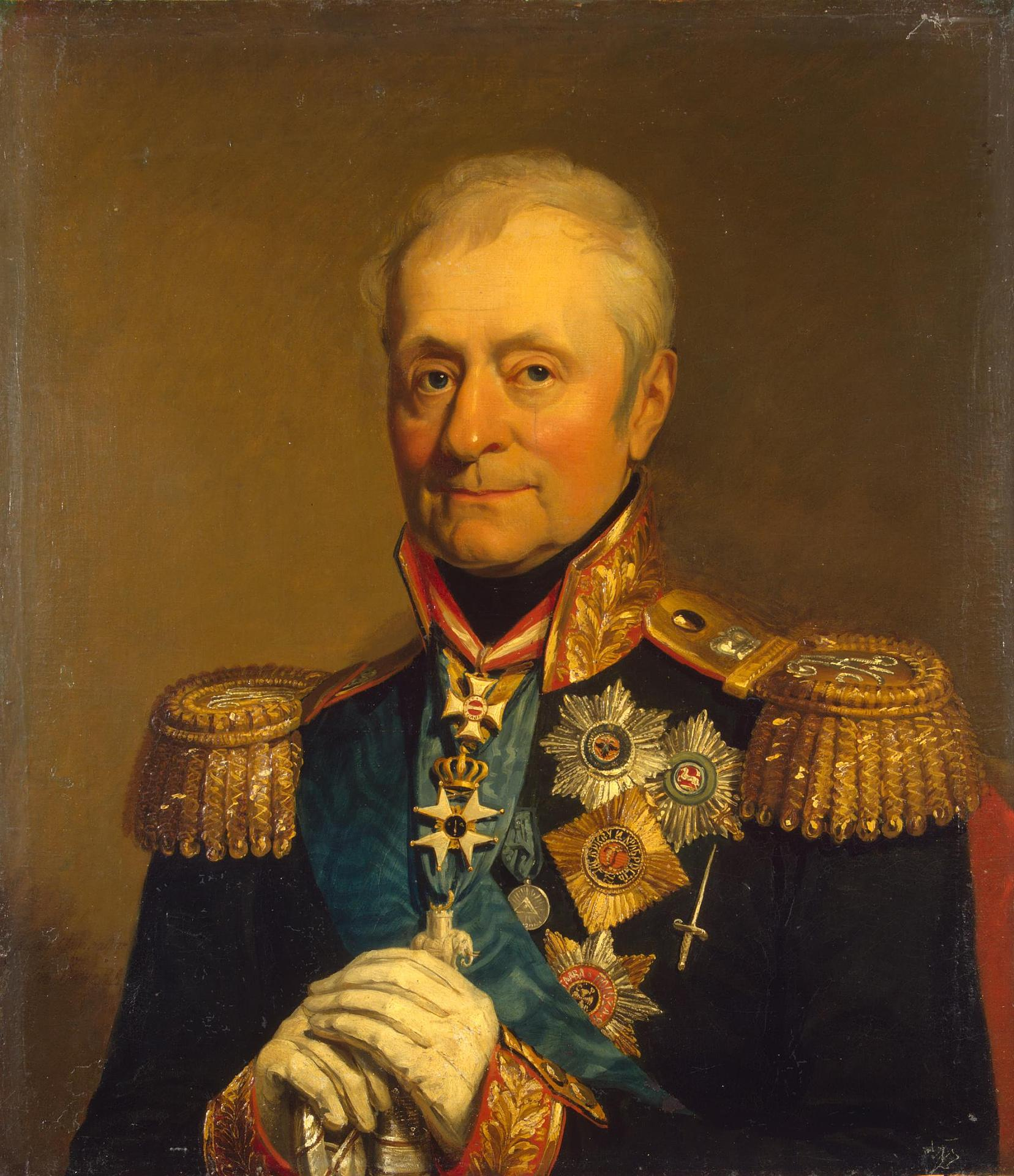
Levin August von Bennigsen (1745–1826)
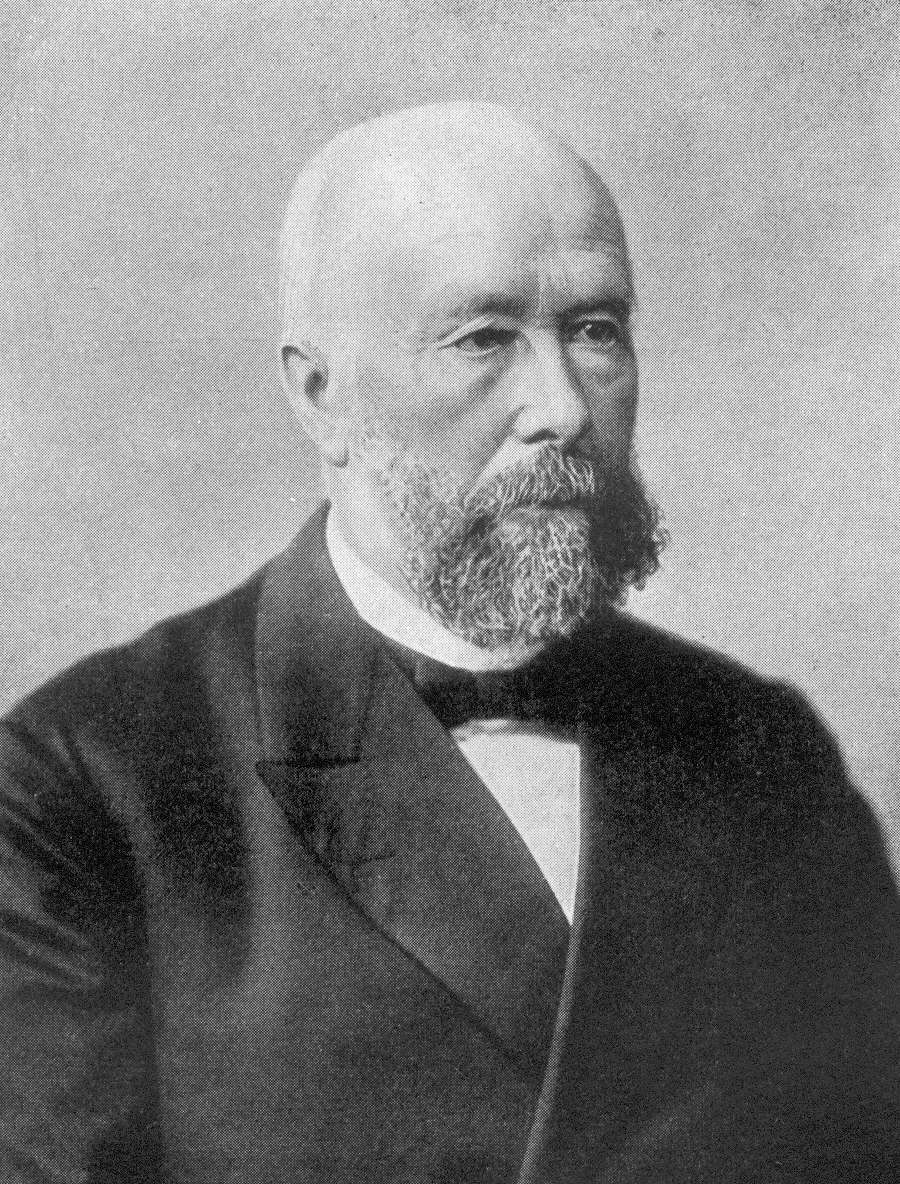
Rudolf von Bennigsen (1824–1902)
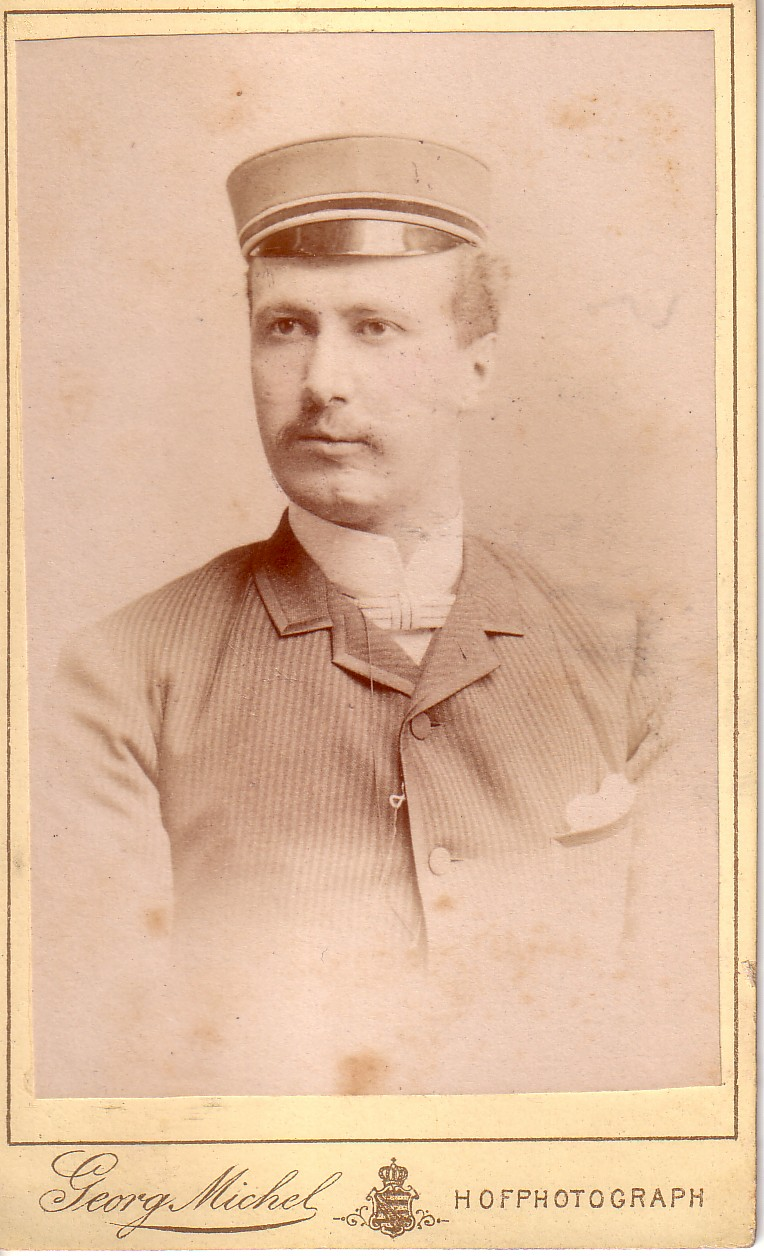
Rudolf von Bennigsen (1859–1912)
Adolf von Bennigsen (1860–1902)